# اسکای رنجر
اسکای رنجر (به انگلیسی: Best_Off_Skyranger) یک هواگرد ملخ‌پیشین تک‌موتوره از نوع هواپیمای فوق سبک ساخت شرکت Best Off Aviation است. این هواگرد در سال ۱۹۹۰ میلادی رسماً معرفی گردید. در مجموع، تعداد 900 فروند از این هواگرد ساخته شده‌است.